# Seleção Croata de Polo Aquático Masculino
A Seleção Croata de Polo Aquático Masculino representa a Croácia em competições internacionais de polo aquático.

## Títulos
- Jogos Olímpicos (1): 2012
- Campeonato Mundial (2): 2007 e 2017
- Liga Mundial de Polo Aquático (1): 2012
- Campeonato Europeu (1): 2010
- Jogos do Mediterrâneo (1): 2013

## Ligações Externas
- Sitio Oficial (em croata)